# Maja Strömstedt
Maja Kristina Margareta Strömstedt, född 2 maj 1998 i Stockholm, är en svensk artist och låtskrivare. Hon är dotter till Agneta Sjödin och Niklas Strömstedt samt även yngre halvsyster till bland andra låtskrivaren Simon Strömstedt. Hon är även en av låtskrivarna till låten "New Religion" som framfördes av Anton Ewald i Melodifestivalen 2021.